# Trachycarpus princeps
Trachycarpus princeps är en enhjärtbladig växtart som beskrevs av Gibbons, Spanner och San Y.Chen. Trachycarpus princeps ingår i släktet Trachycarpus och familjen Arecaceae. Inga underarter finns listade i Catalogue of Life.

## Bildgalleri

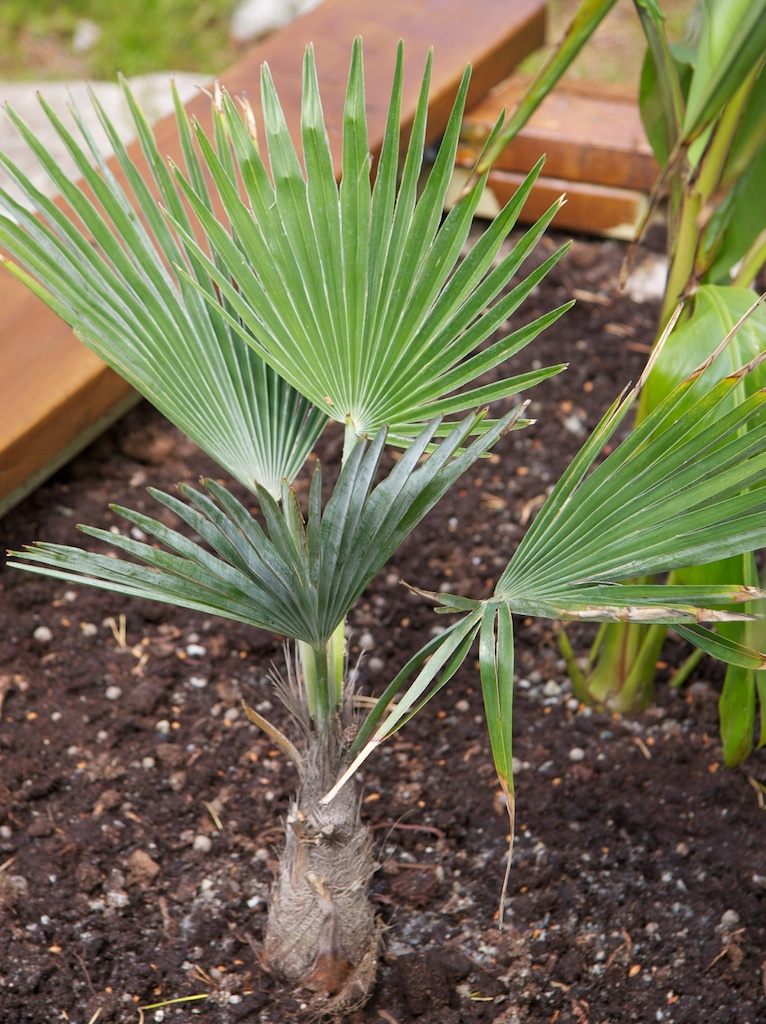